# In My Room (альбом)
| Оценки критиков | Оценки критиков |
| Источник        | Оценка          |
| --------------- | --------------- |
| The Irish Times | [ 1 ]           |
| The Guardian    | [ 2 ]           |
| AllMusic        | [ 3 ]           |
| The Times       | [ 4 ]           |

In My Room (с англ. — «В моей комнате») — дебютный студийный альбом английского музыканта Джейкоба Кольера, выпущенный 15 июля 2016 года звукозаписывающими компаниями Membran, Must Have Jazz и Qwest Records. 17 февраля 2017 года в Лос-Анджелесе на 59-й церемонии «Грэмми» композиция «You and I» Стиви Уандера и кавер-версия на песню «Flinstones» из одноимённого американского комедийного мультсериала были удостоены премии «Грэмми» в джазовых категориях «Лучшая инструментальная аранжировка или аранжировка а капелла» и «Лучшая инструментальная аранжировка в сопровождении вокалиста(ов)» соответственно. Таким образом, в возрасте 21 года Джейкоб являлся обладателем сразу двух «Грэмми». Из 11 композиций он написал 8, остальные 3 являются кавер-версиями многих знаменитых песен, одной из которых является «In My Room» американской рок-группы Beach Boys с их альбома 1963 года Surfer Girl. На обложке альбома изображён Джейкоб в окружении его многочисленных инструментов в своей небольшой комнате дома его родителей в Лондоне, где он полностью записал, исполнил и спродюсировал все композиции в течение 3 месяцев.

## Предыстория
После окончания написания альбома, одними из первых, которые послушали его были Херби Хэнкок и Куинси Джонс, который являлся на тот момент менеджером и наставником Джейкоба. «Я был взволнован и напуган в равной степени, — вспоминал Джейкоб. — К счастью, через несколько секунд они уже расслаблялись на диване, устраиваясь поудобнее. Потом Херби начал кричать: „О Боже! Что, черт возьми, это был за аккорд? Отмотай назад!“». Свою карьеру молодой музыкант начал с публикаций видео на YouTube в возрасте 16 лет, которые на тот момент просмотрели уже миллионы людей. В них он пел различные кавер-версии джазовых и своих авторских песен в формате а капеллы, используя очень продвинутую гармонию, играл на инструментах, заработав себе звонок от впечатленного Джонса благодаря песне «Don’t You Worry 'Bout a Thing», который в конечном итоге подписал его на свой лейбл Qwest Records и даже помог ему выступить в качестве дебютанта для Херби Хэнкока и Чика Кориа на джазовом фестивале в Монтрё. Джейкоб также получил восторженные похвалы от таких музыкантов, как Чик Кориа, Рафаэл Садик, Лесли Брикасс, Патрик Мэтини, Кэтрин Дон Ланг и Дэвид Кросби. Весь альбом был записан в маленькой комнате в доме в районе Финчли, северный Лондон. В распоряжении Джейкоба находятся укулеле, бас-гитары, тенор-гитары, бузуки, банджо, мандолины, целый арсенал синтезаторов, барабанная установка, рояль, аккордеон и многое другое.
Кольер родился в семье музыкантов. Его мать, которая преподает в Королевской академии музыки в Лондоне, давала ему уроки игры на скрипке. К четырём годам он начал самостоятельно изучать инструменты. В семь лет он начал писать музыку с помощью компьютерных программ — секвенсеров. Прежде чем его голос оборвался, он пел в нескольких операх, в том числе в трех громких постановках Бенджамина Бриттена «Поворот винта». Он научился играть на пианино, контрабасе и барабанах на удивительно продвинутом уровне без какого-либо формального обучения, пока он не покинул местную общеобразовательную школу и не получил место в школе молодых музыкантов Пёрселла. В 18 лет он начал изучать джазовое фортепиано в Королевской академии музыки, бросив учёбу всего через два года.
Это было весело, но, вероятно, я узнал больше просто слушая музыку. Каждый день я слушал какой-нибудь альбом. Я слушал всё: от работ Стиви Уандера, Джони Митчелла, Radiohead до Беком, Хендриксом, Стингом, Диланом, Джоном Мартином. Я проработал каждый альбом Beatles, затем прочитал, что Pet Sounds повлиял на Sgt Pepper, и перешел к Beach Boys, а затем к группам a cappella, которые повлияли на Брайана Уилсона, таким как Four Freshmen и Hi-Lo’s. Потом я узнал, что Клэр Фишер, написавшая аранжировки для Hi-Lo’s, работала с Майклом Джексоном и Принсом в 80-х. А потом я начал работать через Принса, Д'Анджело, Эрику Баду и Джей Диллу ...
Кольер также изобретает свои собственные инструменты, один из которых он использовал в своём альбоме. Два года назад его клипы на YouTube привлекли внимание Бена Блумберга, звукорежиссёра-новатора в MIT Media Lab в Бостоне, который ранее работал с Бьорк и Имоджен Хип. С тех пор Bloomberg превратился в расширяющуюся головную повязку Tonto для Стиви Уандера Кольера, разработав, среди прочего, Harmonizer — синтезатор, который позволяет Коллиеру петь гармонии вживую, семплируя его голос в реальном времени. Это стало центральным элементом его концертов, в которых сочетаются живые циклы, смелые гармонии и мультимедийное шоу, в котором несколько Джейкоба Коллиера снуют по экрану, переходя от инструмента к инструменту.

## Список композиций
Слова и музыка всех песен — Джейкоб Кольер, если не указано иное.
| №                   | Название                         | Текст песни                             | Перевод названия                  | Длительность |
| ------------------- | -------------------------------- | --------------------------------------- | --------------------------------- | ------------ |
| 1.                  | «Woke Up Today»                  |                                         | «Проснулся сегодня»               | 4:40         |
| 2.                  | «In My Room»                     | Брайан Уилсон Гэри Ашер                 | «В моей комнате»                  | 4:49         |
| 3.                  | «Hideaway»                       |                                         | «Укрытие»                         | 6:52         |
| 4.                  | «You and I»                      | Стиви Уандер                            | «Ты и я»                          | 4:20         |
| 5.                  | «Down The Line»                  |                                         | «По линии»                        | 6:39         |
| 6.                  | «Now And Then I Think About You» |                                         | «Время от времени я думаю о тебе» | 0:53         |
| 7.                  | «Saviour»                        |                                         | «Спаситель»                       | 6:08         |
| 8.                  | «Hajanga»                        |                                         |                                   | 6:03         |
| 9.                  | «Flintstones»                    | Хойт Кертин Джозеф Барбара Уильям Ханна | «Флинстоуны»                      | 3:10         |
| 10.                 | «In The Real Early Morning»      |                                         | «Настоящим ранним утром»          | 6:09         |
| 11.                 | «Don’t You Know»                 |                                         | «Разве ты не знаешь»              | 9:09         |
| Общая длительность: | Общая длительность:              | Общая длительность:                     | Общая длительность:               | 58:51        |

## Участники записи
Джейкоб Кольер
- Джейкоб Кольер — исполнение, запись, аранжировка, продюсирование.

Технический персонал
- Бен Блумберг — звукоинженер;
- Берни Грундман — мастеринг;
- Альфредо Паскель — помощник звукоинженера в Remove Control Productions;
- Брок Леффертс — дизайн обложки альбома;
- Сьюзи Коллиер — задняя обложка альбома и изображение позади компакт-диска;
- Уилл Янг — передняя обложка альбома и компакт-диска.

## Позиции в чартах
| Чарт                                   | Высшая позиция |
| -------------------------------------- | -------------- |
| США (Billboard Top Heatseekers Albums) | 10             |
| США (Billboard Independent Albums)     | 50             |
| США (Billboard Top Jazz Albums)        | 3              |